# De dag der dagen
De dag der dagen, (Engelse titel This Perfect Day) uit 1970, is een boek geschreven door de Amerikaanse schrijver Ira Levin. Het boek is, net als 1984 van George Orwell en Brave New World van Aldous Huxley, een futuristische dystopie.

## Verhaal
Li RM35M4419, bijgenaamd Chip, groeit op in een wereld die geregeerd wordt door UniComp (´Uni´), een supercomputer in EUR00001 (het vroegere Genève, waar de VN en de Volkerenbond zetelden) die ieder aspect van het leven bepaalt. Uni bepaalt de productie en verdeling van goederen, wie welk beroep uitoefent, en wie zich mag voortplanten. Door genetische manipulatie ziet iedereen er hetzelfde uit en met chemische behandelingen wordt gedrag gestuurd. De behandelingen zijn verplicht en bevatten kalmeringsmiddelen, lustremmende middelen, een voorbehoedsmiddel, en hormonen die de baard- en borstgroei stoppen waardoor ook mannen en vrouwen er eender uitzien. Men is zeer openlijk over seks, maar door de lustonderdrukkers en hormonen is slechts één keer seks per week mogelijk. Bovendien mag voortplanting pas na toestemming van Uni die dan regelt dat het voorbehoedsmiddel uit de behandelingen wordt weggelaten. Hiermee beslist Uni over leven en dood, want rond het 62e levensjaar sterven leden, waarschijnlijk door een overdosis van een van de bestanddelen in de behandelingen, omdat leden na het 62e levensjaar als niet langer productief voor de Familie (wereldmaatschappij) zijn. Er zijn koloniën op o.a. Mars en Titan, en zowel het weer als de beweging van aardplaten wordt door Uni beheerst. Er zijn nog maar 8 namen (4 voor jongens, 4 voor meisjes), en ieder heeft een ´naamer´ (de naam gevolgd door een code). Iedere dag is hetzelfde en zelfs maaltijden zijn hetzelfde: cola en ´totaalkoeken´. Hierdoor is de wereld vrij van oorlog en haat (´haat´ en ´vechten´ zijn in tegenstelling tot ´neuken´ ongepaste woorden), maar is er ook geen liefde, vrije keus en individualiteit meer. Als stichters van deze maatschappij worden Jezus Christus, Karl Marx, Bob Wood, en Wei Li Chun bewierookt.
Chip wordt als jongetje beïnvloed door zijn opa, Papa Jan, die hem ook diens bijnaam heeft gegeven naar het gezegde ´a chip off the old block´). Tijdens een bezoek aan de tentoongestelde computerblokken van Uni laat Papa Jan hem de werkelijke computer zien. Hij zegt dat hij niet van Uni houdt (ook al heeft hij deze mee helpen bouwen), en hekelt het verlies aan individualiteit en vrije keuze, iets dat andere leden voetstoots accepteren. De rest van de familie vindt Papa Jan maar vreemd en hij overlijdt vrij vroeg. Hierdoor begint Chip, aanvankelijk in gedachten, de Familie te bekritiseren.
Chip groeit op, studeert af als geneticus, en begint met werken. Daar ontmoet hij andere ´afwijkende´ leden, waaronder Snowflake, King en Lilac. King, in het echte leven een arts, heeft een truc ontwikkeld om Uni wijs te maken dat de behandelingen te sterk zijn. Daardoor worden deze door Uni afgezwakt, waardoor zij elkaar kunnen ontmoeten in het ´pre-U museum´, meer seks kunnen hebben, pre-U talen leren en boeken lezen, en sterkere emoties beleven. Chip is met Snowflake maar wordt verliefd op Lilac, die al een relatie met King heeft. Hij krijgt een steeds grotere hekel aan de autoritaire King. Bovendien ontdekt Chip dat er eilanden bestaan waar onbehandelden stand hebben gehouden en dus geen controle van Uni bestaat. King blijkt dit ook te weten maar verborgen te hebben gehouden, omdat hij niets in die ´wilden´ ziet en het wel prima vindt in de relatieve luxe van de Familie de baas te spelen over een klein groepje. De groep wordt echter ontdekt en behandeld, King pleegt zelfmoord, en Chip is weer een ´gezond´ lid van de familie.
Uiteindelijk weet hij zich definitief aan de behandelingen te onttrekken, komt tot bewustzijn, ontvoert Lilac, en neemt haar mee naar het dichtstbijzijnde eiland waar onafhankelijken zijn, Liberty oftewel Mallorca. Dit blijkt een door militairen geregeerde bananenrepubliek te zijn, waar weggelopen leden, ´stalerds´, door inheemsen worden gediscrimineerd. De deplorabele staat van het eiland zet Chip aan het denken: het leger van Liberty is waardeloos en zou een aanval met verdovingsgas niet kunnen weerstaan. Hij realiseert zich dat Uni de eilanden opzettelijk in stand heeft gelaten zodat dissidente leden naar deze eilanden kunnen weglopen in plaats van de harmonie van de Familie te verstoren. De eilanden maken dus gewoon deel uit van het systeem, en Chip besluit dat Uni moet worden vernietigd. Hoewel hij via een jeugdvriend, die een succesvol schilder is geworden, contact maakt met de hogere kringen, wordt deze suggestie weggewuifd. Meerdere keren is dit geprobeerd, en geen enkele groep is teruggekomen. Chip meent dat deze groepen een fout hadden gemaakt door de tentoongestelde blokken aan te vallen in plaats van de werkelijke computer die Papa Jan hem had laten zien. Met financiële steun van zijn vriend weet hij uiteindelijk een groep bij elkaar te krijgen, en gaan ze aan land om Uni te vernietigen.
Bij Uni aangekomen worden Chip en een ander groepslid door het derde lid, Dover, gevangengenomen. Dover leidt hen naar de programmeurs, geleid door Wei zelf. Wei, die middels hoofdtransplantaties onsterfelijkheid heeft bereikt, legt Chip uit dat hij onbehandelde programmeurs nodig heeft om Uni en daarmee de wereld te besturen. Uni werkt dus niet zoals men gelooft zonder menselijke inmenging, feitelijk leidt Wei met zijn programmeurs een meritocratie door Uni te besturen. Enige maanden speelt Chip het spelletje mee tot Wei hem vertrouwt, waarna hij in een onbewaakt ogenblik wegglipt om alsnog zijn missie te volbrengen. Wei probeert hem te doden maar Chip verwondt Wei en vernielt de koelsystemen van Uni, waardoor de computer stopt met werken.
Chip vliegt terug naar Mallorca, in een gekaapte helikopter, van waaruit hij ziet dat leden doelloos in paniek rondrennen. Tijdens de vlucht begint het te regenen, een teken dat de controle van Uni voorbij is.